# پخش ویدئوی دیجیتالی–زمینی
پخش ویدیوی دیجیتالی-زمینی (به انگلیسی:(DVB-T) یا (Digital Video Broadcasting — Terrestrial)) پخش ویدیوی دیجیتالی استاندارد کنسرسیوم اروپایی برای پخش تلویزیون دیجیتالی بروش زمینی است که اولین بار در سال ۱۹۹۷ در بریتانیا مورد استفاده قرار گرفت. این سیستم صدا، تصویر و سایر داده‌های دیجیتالی فشرده شد به روش MPEG را با استفاده از مدولاسیون تقسیم فرکانس عمود برهم انتقال می‌دهد.

## مقدماتی از پخش ویدیوی دیجیتالی-زمینی
پخش ویدیوی دیجیتالی-زمینی یک استاندارد اروپایی برای پخش تلویزیون دیجیتال می‌باشد. این سیستم برای اولین بار در سال ۱۹۹۷ در بریتانیا مورد بهره‌برداری قرار گرفت. در این سیستم ابتدا صوت و تصویر دیجیتایز شده و سپس مورد فشرده‌سازی قرار می‌گیرند تا از حجم داده‌ها کاسته شود. سپس اطلاعات حاصله از صدا و تصویر به صورت بسته‌هایی در لابلای یکدیگر قرار گرفته و جریان داده ارسالی را تشکیل می‌دهند. برای حفاظت از این جریان داده در مقابل خطاهای احتمالی در کانال انتقال مقداری اطلاعات تصحیح خطا بدان افزوده شده و بروش مدولاسیون چند حاملی COFDM ارسال می‌شوند.
این سیستم که توسط مؤسسه ETSI استاندارد شده‌است امروزه در بسیاری از کشورها از جمله ایران به عنوان سیستم پخش تلویزیونی انتخاب شده‌است.
از مزایای بسیار استاندارد DVB-T نسبت به سیستم پخش تلویزیونی زمینی آنالوگ می‌توان به قابلیت دریافت تصاویر تلویزیونی در هنگام تحرک گیرنده (مجهز به Doppler Corrector) اشاره نمود. همچنین در تلویزیون آنالوگ برای پخش یک برنامه تلویزیونی SD نیاز به پهنای باند فرکانسی معادل 8MHz می‌باشد. جالب توجه است که در صورت استفاده از کدینگ H.264 برای فشرده‌سازی تصاویر می‌توان تا ۸ برنامه تلویزیونی SD را در همان پهنای باند 8MHz ارسال نمود؛ لذا می‌توان تعداد حداکثر برنامه‌های تلویزیونی قابل ارسال در باندهای UHF و VHF را به میزان قابل توجهی افزایش داد.
به منظور دریافت تصاویر ارسال شده به روش دیجیتال توسط تلویزیون‌های آنالوگ مرسوم از دستگاهی به نام جعبه تطبیق (Set Top Box) استفاده می‌شود.
استاندارد متعاقب DVB-T که انعطاف بیشتری جهت پخش تصاویر با وضوح بالا HD را فراهم می‌آورد تحت عنوان DVB-T2 شناخته می‌شود.

## توضیحات فنی فرستنده پخش ویدیوی دیجیتالی-زمینی

طرحی از سیستم انتقال DVB-T

| جزئیات فنی ارسال DVB-T در ایران (تهران) | جزئیات فنی ارسال DVB-T در ایران (تهران) | جزئیات فنی ارسال DVB-T در ایران (تهران) |
| --------------------------------------- | --------------------------------------- | --------------------------------------- |
| ‎64-QAM‎                                  | Modulation                              |                                         |
| ‎۲/۳‎                                     | FEC coding rate                         |                                         |
| ‎8k (6817)‎                               | Number of carriers                      |                                         |
| ‎H.264/MPEG-4 AVC‎                        | Video codec                             |                                         |
| ‎HE-AAC‎                                  | Audio codec                             |                                         |
| ‎۱/۸‎                                     | Guard interval                          |                                         |
| ‎8MHz‎                                    | Bandwidth                               |                                         |
| ‎UHF‎                                     | Frequency band                          |                                         |

## توضیحات فنی گیرنده
کشورها و منطقه‌های استفاده کنند ازDVB-T